# Circuito Onda
El Circuito Onda es una red de emisoras de radio de Venezuela con base en Caracas, que forma parte del Circuito Unión Radio. Está orientado al Adulto Contemporáneo y programas informativos y de opinión, bajo el eslogan de Onda la superestación.

## Frecuencias
- 104.5 MHz (Barquisimeto)
- 107.9 MHz (Caracas)
- 103.5 MHz (Ciudad Bolívar)
- 107.3 MHz (Maracaibo)
- 105.1 MHz (Margarita)
- 96.3 MHz (Maturín)
- 105.3 MHz (Mérida)
- 91.5 MHz (Puerto La Cruz)
- 97.3 MHz (Puerto Ordaz)
- 100.9 MHz (Valencia) Antigua Stereo Tip 100.9. Desde 2 de febrero de 2024 está fuera del aire por orden de CONATEL.[1]
- 90.3 MHz (Acarigua)
- 105.5 MHz (Vargas)
- 98.5 MHz (San Juan de los Morros) Nueva